# Croix de la Ville au Jau
La croix de la Ville au Jau est une croix située à Saint-André-des-Eaux, en France.

## Localisation
La croix est située sur la commune de Saint-André-des-Eaux, dans le département de la Loire-Atlantique.

## Historique
Le monument est inscrit au titre des monuments historiques en 1944.